# Karel Wurzbach
Karel baron Wurzbach pl. Tannenberg, kranjski politik in plemič, * 28. oktober 1809, Ljubljana, † 16. maj 1886, Ljubljana

## Življenje in delo
Karel Wurzbach je bil sin ljubljanskega odvetnika Maksimilija Wurzbacha in Jožefe r. Pinter (hči ljubljanskega lectarja in svečarja iz Šentjakobskega predmestja). Na Dunaju je doktoriral iz filozofije in iz prava. 
Med letoma 1861 in 1871 je bil poslanec v kranjskem deželnem zboru, kot predstavnik veleposestnikov. Med letoma 1861 in 1866 je bil  namestnika deželnega glavarja, od leta 1866 do 1871 pa kranjski deželni glavar. Leta 1867 je bil v Ljubljani izvoljen v avstrijski državni zbor (do 1870). Od leta 1871 do 1872 je bil kranjski deželni predsednik. Leta 1872 je dobil baronski naziv.
Čeprav je poudarjal, da je slovenščina njegova materinščina in je v deželnem zboru branil nekatere pravice slovenskega jezika, je bil odločen nasprotnik slovenskih narodnostnih teženj.
Njegov mlajši brat je bil leksikograf Constantin von Wurzbach.